# 刘志轩
刘志轩（1991年1月7日—），男，辽宁营口人，中国职业篮球运动员，现效力于CBA的苏州肯帝亚。
他曾代表中国国家篮球队参加2016年FIBA亚洲挑战赛以及2018年亚洲运动会篮球比赛。